# Hraniční přechod Zlaté Hory – Konradów
Hraniční přechod Zlaté Hory – Konradów (polsky Przejście graniczne Konradów – Zlaté Hory) je bývalý silniční hraniční přechod na česko-polské státní hranici na hraničním úseku II/153 - II/153/1 mezi českým městem Zlaté Hory (okres Jeseník, Olomoucký kraj) a polskou obcí Konradów (gmina Głuchołazy, okres Nisa, Opolské vojvodství). Přechod leží v nadmořské výšce 399 m n. m. na silnici II/445; dál pokračuje polská silnice 411 do Hlucholaz a Nisy. V místech přechodu vede podél státní hranice na české straně silnice II/457. Přechod je určen pro pěší, cyklisty, motocykly, osobní automobily, autobusy a nákladní vozidla evidovaná v ČR a PL do užitečné hmotnosti 3,5 t (s výjimkou přeprav nebezpečných nákladů). Před zrušením byl určen pro malý pohraniční styk podle Smlouvy mezi ČR a PR o malém pohraničním styku (Praha 17.1.1995, ve znění Smlouvy, podepsané dne 8. 6. 2000 ve Varšavě).
Hraniční přechod byl zrušen při vstupu České republiky do Schengenského prostoru v roce 2007. V případě dočasného znovuzavedení ochrany vnitřních hranic je provoz na hraničním přechodu upraven Sdělením Ministerstva vnitra č. 395/2021 Sb.